# ماریا بالکونسکایا
ماریا نیکلایونا بالکونسکایا (روسی: Марья Николаевна Болконская) یک شخصیت‌ داستانی در رمان جنگ و صلح اثر لئو تولستوی است‌، که در سال ۱۸۶۹ منتشر شد. پرنسس ماریا، دختر پرنس نیکلای آندریویچ بالکونسکی و خواهر پرنس آندری نیکلایویچ بالکونسکی است.